# Polypedilum albicorpus
Polypedilum albicorpus är en tvåvingeart som beskrevs av Tokunaga 1964. Polypedilum albicorpus ingår i släktet Polypedilum och familjen fjädermyggor. Inga underarter finns listade i Catalogue of Life.